# بصل أحمر

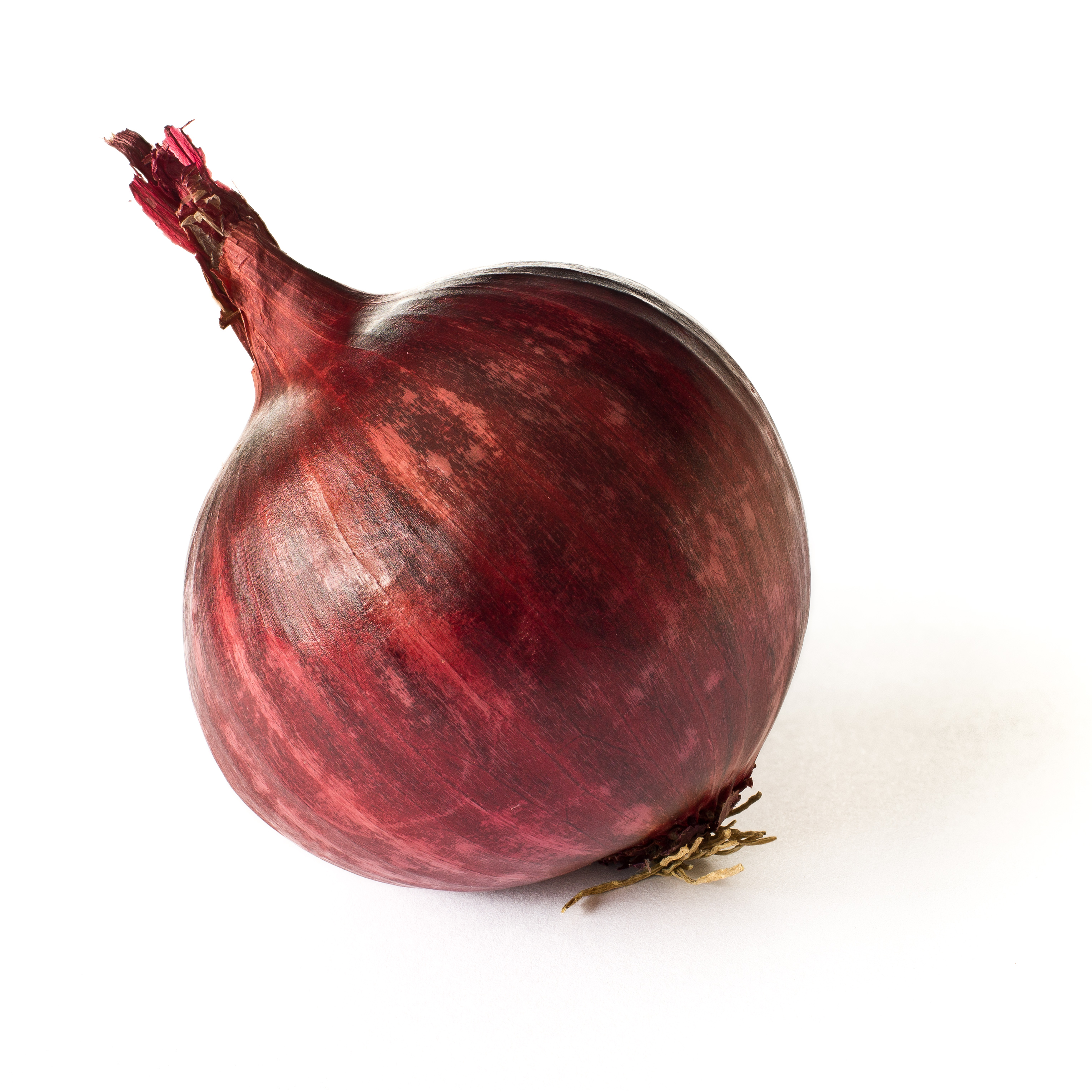
البصل الأحمر

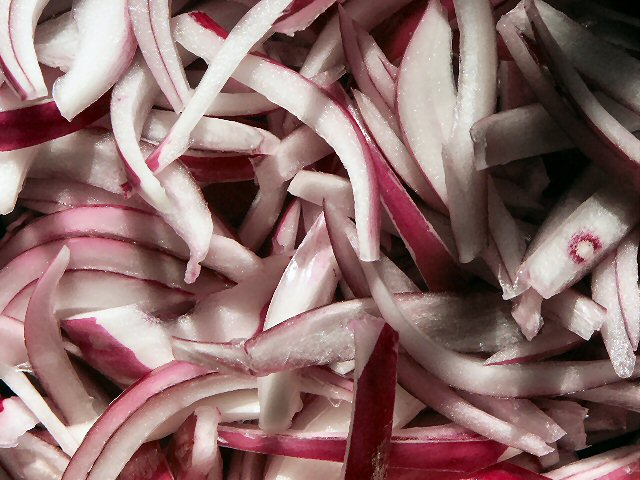
شرائح البصل الأحمر

يطلق على البصل الأحمر، في بعض الأحيان اسم البصل الأرجواني، وهو أحد مستنبتات البصل ذات الجلد الأحمر الأرجواني والقشرة البيضاء التي يشوبها اللون الأحمر.
تميل أنواع البصل المذكورة إلى الحجم الوسط والحجم الكبير ولها طعم حلو[بحاجة لمصدر]. يُقدم في كثير من الأحيان نيئًا أو مشويًا أو مطبوخًا قليلاً مع بعض الأطعمة الأخرى أو يضاف إلى السلطة كلون إضافي. ويفقد نسبة كبيرة من لونه الأحمر عند الطبخ.
يتوافر البصل الأحمر في جميع فصول السنة. يأتي اللون الأحمر من الأنثوسيانيدين (anthocyanidin) مثل السينادين (cyanidin). يحتوي البصل الأحمر على نسبة كبيرة من فلافونويد.
يمكن تخزينه لمدة تتراوح بين 3 و4 أشهر في درجة حرارة الغرفة.

## البصل الأحمر في توردا
يعد البصل الأحمر في توردا (مقاطعة كلوج، وسط رومانيا) (اللغة الرومانية: تشكيلة محلية من البصل الأحمر ذات طعم حلو المذاق وخفيف ورائحة خاصة. تشمل مناطق زراعته المنطقة المنخفضة من آريس ووسط وادي موريس.
تتداخل بصيلات بصل توردا بطريقة تقليدية مع السلاسل الطويلة (1-2 متر) لأغراض التسويق ويمكن العثور عليها في الأسواق التقليدية في جميع أنحاء وسط رومانيا. يقدم «بصل ترودا الأحمر» في أغلب الأحيان طازجًا، على شكل سلطة أو على أنه جزء من سلطة الخضروات وخاصة عند وصفه كمقبلات إلزامية للشوربة التقليدية للحم الخنزير والفول المدخن.
يستخدم البصل الأحمر في كثير من الأحيان على أنه علاج لنزلات البرد والإسهال والطفيليات المعوية وحصى المرارة والروماتيزم.[بحاجة لمصدر]

## البصل الأحمر في تروبيا
البصل الأحمر في تروبيا، إيطاليا، (بالإيطالية: "Cipolla Rossa di Tropea") هو مجموعة من البصل الأحمر ينمو في منطقة قلورية الصغيرة في شمال إيطاليا تسمى «كابو فاتيكانو» بالقرب من مدينة تروبيا. يحتوي هذا البصل على رائحة قوية وحلوة المذاق والجزء الداخلي عبارة عن عصير وهو أشد بياضًا من البصل الأحمر ويمكن صنع المرملاد (marmalade) منه. في شهر مارس عام 2008، سجل الاتحاد الأوروبي تخصيص المنشأ المحمي بمناسبة إنتاج البصل في هذه المنطقة على وجه الخصوص.

## أهم الخصائص
ترتبط أهم خصائص البصل الأحمر بمحتواه من مضادات الأكسدة، وهي مفيدة جدًا لمكافحة الالتهابات وتعزيز صحة القلب.

### خصائص أخرى
– يُساعد على صحة القلب
– يُقلل الالتهابات
– يُحسّن وظائف الجهاز المناعي

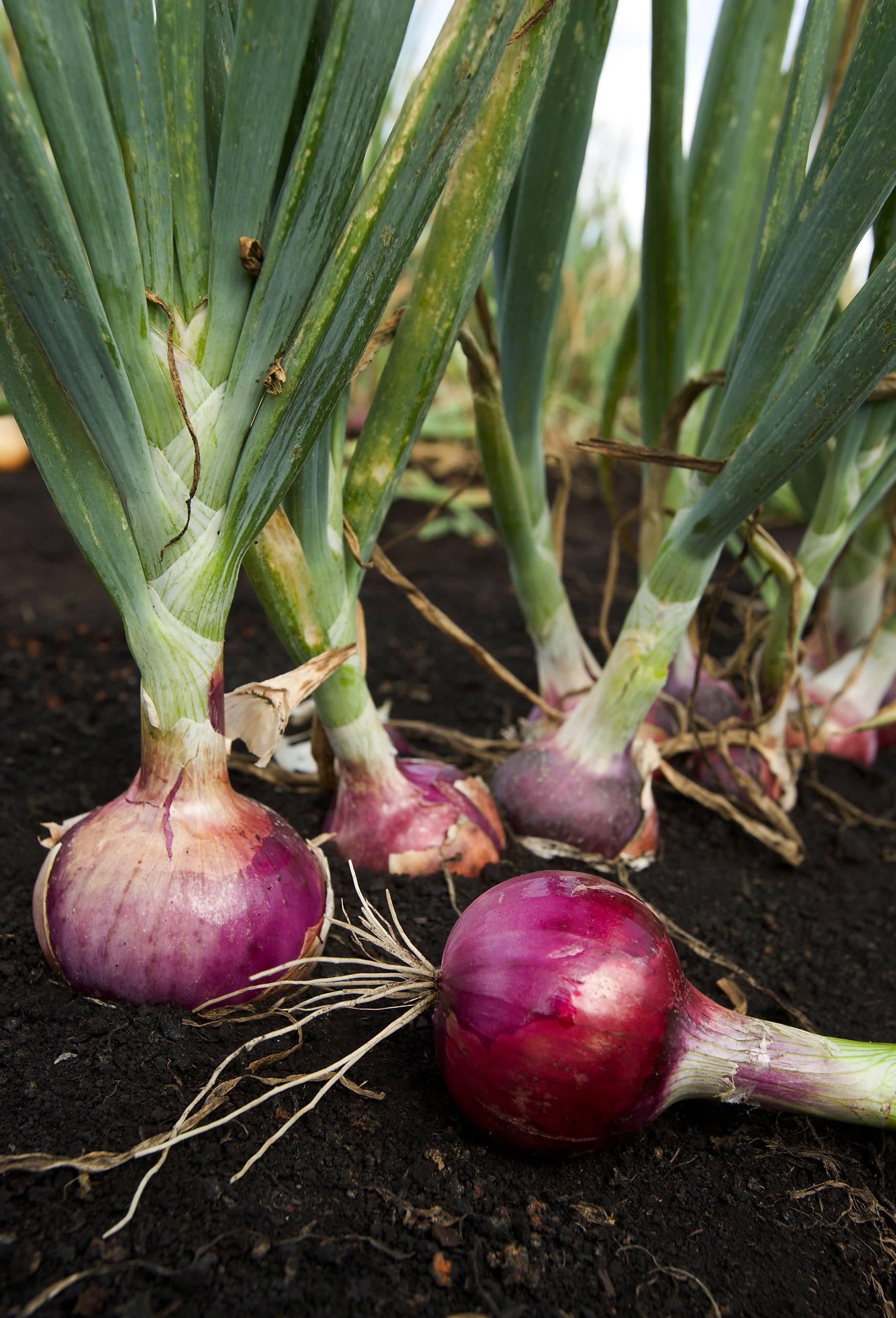
البصل الأحمر
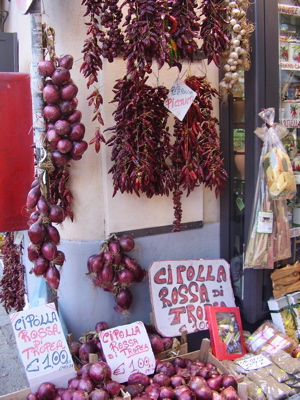
روزا دي تروبيا (Rossa di Tropea) للبيع

## وصلات خارجية
- Onion Cultivation at the World Vegetable Center
- The red onion of Tropea (Italian)
- Vacanze in Calabria: The red onion of Tropea